# جوزيف فيليب هير
جوزيف فيليب هير (بالألمانية: Josef Philipp Herr ) (و. 1819 – 1884 م) هو أستاذ جامعي، وعالم فلك من النمسا . ولد في فيينا .
توفي عن عمر يناهز 65 عاماً.

## التعليم
تعلم في جامعة فيينا